# Distrikt Montevideo
Der Distrikt Montevideo liegt in der Provinz Chachapoyas in der Region Amazonas in Nord-Peru. Der Distrikt wurde am 3. November 1933 gegründet. Er besitzt eine Fläche von 123 km². Beim Zensus 2017 wurden 528 Einwohner gezählt. Im Jahr 1993 lag die Einwohnerzahl bei 994, im Jahr 2007 bei 691. Sitz der Distriktverwaltung ist die 2405 m hoch gelegene Ortschaft Montevideo mit 488 Einwohnern (Stand 2017). Montevideo befindet sich etwa 44 km südlich der Provinz- und Regionshauptstadt Chachapoyas.

## Geographische Lage
Der Distrikt Montevideo befindet sich in der peruanischen Zentralkordillere zentral in der Provinz Chachapoyas. Der Distrikt liegt am Ostufer des nach Norden fließenden Río Utcubamba. Dort liegt der tiefste Punkt im Distrikt mit etwa 2000 m Höhe. Der Höhenkamm der Cordillera Gracias a Dios mit Höhen von über 3600 m durchzieht die Mitte des Distrikts in Nord-Süd-Richtung. Das Gebiet östlich des Gebirgskamms wird über den Río Tingo, einen Zufluss des Río Verde, nach Osten entwässert.
Der Distrikt Montevideo grenzt im Südwesten an den Distrikt Leimebamba, im Westen an den Distrikt San Francisco del Yeso (Provinz Luya), im Nordwesten an den Distrikt Mariscal Castilla, im Nordosten an den Distrikt Limabamba (Provinz Rodríguez de Mendoza) sowie im Südosten an den Distrikt Huicungo (Provinz Mariscal Cáceres).